# 10 Dywizja Strzelców
10 Dywizja Strzelców – związek taktyczny piechoty Armii Czerwonej okresu wojny domowej w Rosji i wojny polsko-bolszewickiej.

## Formowanie i walki
Sformowana w sierpniu 1918 jako Permska Dywizja Piechoty.
16 marca 1920 wzięła udział w silnym koncentrycznym uderzeniu bolszewickim na pozycje Grupy Poleskiej gen. Władysława Sikorskiego. Następnie w maju 1920 tymczasowo objęła pozycje na linii Rzeczycy (do 10 maja). 13 maja 1920 pułki 2 i 10 DS zostały pokonane przez Wojsko Polskie pod Hłybowem.
29 lipca 1920 2, 10 i 57 DS wzięły udział w szturmie twierdzy brzeskiej. 1 sierpnia 1920 dywizja liczyła w stanie bojowym 6795 żołnierzy z tego piechoty 4500. Na uzbrojeniu posiadała 87 ciężkich karabinów maszynowych i 29 dział. 14 sierpnia 1920 sztab 10 DS rozmieścił się we wsi Brzeźno.

## Struktura organizacyjna
Skład w sierpniu 1920:
- 28 Brygada Strzelców
  - 82 pułk strzelców
  - 83 pułk strzelców
  - 84 pułk strzelców
- 29 Brygada Strzelców
  - 85 pułk strzelców
  - 86 pułk strzelców
  - 87 pułk strzelców
- 30 Brygada Strzelców
  - 88 pułk strzelców
  - 89 pułk strzelców
  - 90 pułk strzelców

## Dowódcy dywizji
- kombrig. Ans Dauman (Ansis Daumanis) – do 1 sierpnia 1920[3]